# Om min Frälsares kärlek jag hört
Om min Frälsares kärlek jag hört är en sång med text från 1877 av Philip Phillips och musik från 1880-talet av James James. Sången översattes år 1900 till svenska av Emil Gustafson.

## Publicerad i
- Förbundstoner 1957 som nr 102 under rubriken Guds uppenbarelse i Kristus: Jesu lidande och död.
- Frälsningsarméns sångbok 1929 som nr 21 under rubriken Frälsningssånger - Frälsningen i Kristus.
- Frälsningsarméns sångbok 1968 som nr 84 under rubriken Frälsning.
- Frälsningsarméns sångbok 1990 som nr 364 under rubriken Frälsning.